# You Trip Me Up
You Trip Me Up è un singolo del gruppo musicale britannico The Jesus and Mary Chain, pubblicato il 27 maggio 1985 come secondo estratto dall'album Psychocandy.
Il singolo raggiunse il n° 55 della classifica britannica.
È una delle quattro canzoni che vennero registrate dalla band per una Peel Session.

## Tracce
Testi e musiche di J. Reid e W. Reid.

### 7"
Lato A
1. Upside Down - 2:26

Lato B
1. Just Out of Reach - 2:09

### 12"
Lato A
1. Upside Down - 2:26

Lato B
1. Just Out of Reach - 2:09
2. Boyfriend's Dead - 1:43

## Formazione
- Jim Reid - voce
- William Reid - chitarra
- Douglas Hart - basso
- Bobby Gillespie - batteria

### Produzione
- John Loder - ingegneria del suono
- Pat Collier - missaggio